# 2e division de mitrailleuses et d'artillerie
Pour les articles homonymes, voir 2e division.
« 132e division de fusiliers motorisés » redirige ici. Pour les autres significations, voir 132e division.
La 2e division de mitrailleuses et d'artillerie (russe : 2-я пулемётно-артиллерийская дивизия) est une unité militaire de l'Armée de terre soviétique, active de 1948 à 1958.

## Historique

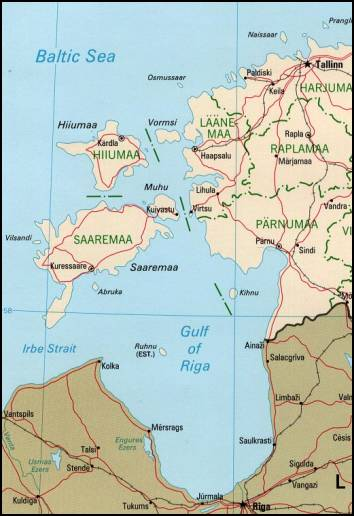
Position de l'île de Saaremaa, garnison de la division.

La 2e division de mitrailleuses et d'artillerie est formée le 1er juillet 1948 à partir du 53e régiment de mitrailleuses et d'artillerie, rattaché à la 8e flotte (flotte de la Baltique) et en garnison sur l'île de Hiiumaa en Mer Baltique. La division s'installe sur l'île de Saaremaa, elle est rattachée au 4e corps de fusiliers de la Garde (ru) du district militaire de Léningrad. En janvier 1956, la division passe avec le 4e corps au district militaire balte.
En septembre 1958, elle est transformée en 132e division de fusiliers motorisés, dissoute en 1960.